# Disterigma cuspidatum
Disterigma cuspidatum là một loài thực vật có hoa trong họ Thạch nam. Loài này được (Planch. ex Wedd.) Nied. mô tả khoa học đầu tiên năm 1889.